# Bernard Delcampe
Bernard Delcampe est un footballeur français, né le 12 septembre 1932 à Mohon (aujourd'hui incorporé dans Charleville-Mézières) dans les Ardennes, et mort le 8 janvier 2013 à Poitiers.

## Biographie
Débutant au Stade de Reims, il rejoint l'AS Troyes savinienne en 1952. Il est finaliste de la Coupe de France avec les Troyens en 1956.
Il entraîne plus tard, de 1967 à 1975, le Stade poitevin.
Au total, Bernard Delcampe dispute 164 matchs en Division 1 et 215 matchs en Division 2.
Il est fait chevalier de l'ordre national du Mérite en 1983.

## Palmarès
- Finaliste de la Coupe de France en 1956 avec l'AS Troyes savinienne